# Thomas Kamenar
Thomas Kamenar, geboren als Tomas Kamenár (* 10. März 1979 in Banská Bystrica, Tschechoslowakei) ist ein slowakisch-österreichischer Schauspieler, Radio- und Fernsehmoderator mit slowakischen Wurzeln.

## Leben
Kamenar verbrachte die ersten drei Lebensjahre in der sozialistischen Tschechoslowakei, bis seine Familie nach Österreich floh. Er wuchs in Innsbruck auf.
Als 19-Jähriger begann er bei den Privatradiosendern Antenne Tirol und Welle 1. Bei Antenne Tirol moderierte er die Morgenshow.
Von November 2003 bis Juni 2022 war er Moderator bei Ö3, wo er zunächst Ö3-Nachtflug moderierte. Später moderierte er u. a. die Sendungen Ö3-Supersamstag, Treffpunkt Ö3, Hitradio Ö3 am Feiertag, die Ö3-Sternstunden gemeinsam mit Gerda Rogers sowie zuletzt die Ö3-Hauptabendshow. Im September 2024 wurde seine Rückkehr zum Sender bekannt, er moderiert seit dem 15. September die wöchentliche Musiksendung Solid Gold und folgte damit Benny Hörtnagl nach, der die Sendung bisher moderiert und den Sender im Juni 2024 verlassen hat.
Im Fernsehen war Kamenar in den Music Contest Shows Music Stage und Helden von morgen zu sehen, wo er die ausgeschiedenen Teilnehmer interviewte. Bis Juni 2014 moderierte er im privaten slowakischen TV-Sender TV JOJ die Quizshow Páli vám to?. Seit 2019 ist Kamenar als Fernsehschauspieler in einer der Hauptrollen der Erfolgs-TV-Serie von TV JOJ,  Nový život zu sehen.
Im November 2017 moderierte Thomas Kamenar in ORF 1 die abendfüllende Show Österreich kann. Im Jahr 2018 präsentierte er die von Oliver Baier erdachte Quizshow „Zur Hölle damit“, die nach wenigen Ausgaben eingestellt wurde.
Kamenar ist seit 2015 mit der Sängerin Petra Kamenar (Künstlername: Ben Sky) verheiratet. Er ist Vater einer Tochter und eines Sohnes. Mit seiner Tochter Emilia moderierte er am 24. Dezember 2024 die Radiosendung "Radio Chriskindl".